# Funny Girl (New Broadway Cast Recording)
Funny Girl (New Broadway Cast Recording) es la banda sonora del reparto de Broadway para la nueva versión de  Broadway en 2022 del musical del mismo título, protagonizado por Lea Michele. El álbum fue lanzado el 18 de noviembre de 2022, digitalmente, mientras que una versión física fue lanzada el 20 de enero de 2023, bajo los sellos discográficos Gemini Theatricals, Accidental Jacket, y Sony Masterworks Broadway. Beanie Feldstein, que originalmente interpretó el papel de Fanny Brice en la nueva versión, estuvo ausente en la grabación. El álbum alcanzó el número uno en la lista US Billboard Cast Albums.

## Producción
En otoño de 2022, comenzó la grabación del álbum del reparto de Funny Girl en los estudios Power Station de Manhattan. Fue producida por Gemini Theatricals, Accidental Jacket y Masterworks Broadway. En un anuncio sorpresa en una actuación de Funny Girl el 16 de noviembre de 2022, Lea Michele anunció el lanzamiento del álbum; el anuncio fue transmitido en directo en Instagram. El lanzamiento sería la primera grabación del reparto de Broadway desde la grabación original del reparto que se lanzó 58 años antes. El álbum fue lanzado el 18 de noviembre de 2022, digitalmente, mientras que una versión física en CD fue lanzada el 20 de enero de 2023. Aunque Beanie Feldstein protagonizó la nueva versión de Broadway, está notablemente ausente de las grabaciones de Funny Girl.

## Lista de Canciones
| N.º     | Título                                 | Intérprete(s)  | Duración |  |
| 1.      | «Overture»                             | Orchestra      | 4:12     |  |
| 2.      | «Who Are You Now?»                     | Lea Michele    | 0:52     |  |
| 3.      | «If a Girl Isn't Pretty»               | Tovah Feldshuh | 3:41     |  |
| 4.      | «I'm the Greatest Star»                | Michele        | 3:32     |  |
| 5.      | «Eddie's Tap»                          | Grimes         | 1:54     |  |
| 6.      | «Cornet Man»                           | Michele        | 2:23     |  |
| 7.      | «His Love Makes Me Beautiful»          | Michele        | 4:41     |  |
| 8.      | «I Want to Be Seen with You»           | Michele        | 2:05     |  |
| 9.      | «Henry Street»                         | Feldshuh       | 2:39     |  |
| 10.     | «People»                               | Michele        | 3:37     |  |
| 11.     | «You Are Woman, I Am Man»              | Michele        | 3:13     |  |
| 12.     | «Don't Rain On My Parade»              | Michele        | 2:38     |  |
| 13.     | «Sadie, Sadie»                         | Michele        | 4:08     |  |
| 14.     | «Who Taught Her Everything She Knows?» | Feldshuh       | 3:02     |  |
| 15.     | «Temporary Arrangement»                | Karimloo       | 2:46     |  |
| 16.     | «Rat-Tat-Tat-Tat»                      | Michele        | 5:12     |  |
| 17.     | «Who Are You Now? - Reprise»           | Michele        | 4:17     |  |
| 18.     | «You're A Funny Girl / Beekman Call»   | Karimloo       | 2:02     |  |
| 19.     | «What Do Happy People Do?»             | Cast           | 0:48     |  |
| 20.     | «The Music That Makes Me Dance»        | Michele        | 3:02     |  |
| 21.     | «Dream Ballet»                         | Orchestra      | 1:48     |  |
| 22.     | «Finale Act 2»                         | Michele        | 4:42     |  |
| 1:07:00 |                                        |                |          |  |

## Charts
| Chart                                  | Peak position |
| -------------------------------------- | ------------- |
| Estados Unidos (Billboard Cast Albums) | 1             |